# Georges Willocq
Georges Victor Louis Willocq (Lessen, 9 november 1887 - aldaar, 25 juni 1945) was een Belgisch politicus en volksvertegenwoordiger.

## Biografie
Willocq was doctor in de rechten en werd in 1926 verkozen tot gemeenteraadslid van zijn geboorteplaats. Van 1925 tot 1935 was hij provincieraadslid in de provincie Henegouwen. Vanaf 29 januari 1935 zetelde hij als katholiek in de Kamer van volksvertegenwoordigers voor het arrondissement van Zinnik; hij volgde daarin Pierre Delannoy op. Al in 1936 nam hij ontslag als volksvertegenwoordiger.